# 산드라 바레라 마르틴
산드라 바레라 마르틴(스페인어: Sandra Barrera Martín, 1994년 6월 23일 ~ )는 스페인의 배우, 시인이다.